# Delta Volantis
δ Volantis (Delta Volantis, kurz  δ  Vol) ist der vierthellste Stern des nur am Südhimmel sichtbaren Sternbilds Fliegender Fisch. Mit einer scheinbaren Helligkeit von 3,98m erscheint er dem bloßen Auge als gelblich leuchtendes, nur schwach sichtbares Objekt. Er ist ein Einzelstern, d. h. er hat keine Begleitsterne, die ihn umkreisen. Nach Parallaxen-Messungen der Raumsonde Gaia beträgt seine Entfernung zur Erde etwa 690 Lichtjahre.
Als heller Riese gehörte δ Volantis der Spektralklasse F6 II an. Demnach finden sich in seinem Spektrum sehr starke Metalllinien; gleichzeitig beginnen sich auch Absorptionsbänder der Moleküle zu zeigen. Er besitzt rund 5 Sonnenmassen, 39 Sonnendurchmesser und 1190 Sonnenleuchtkräfte. Die effektive Temperatur an seiner Oberfläche liegt bei circa 5640 Kelvin, also geringfügig unter jener der Sonne. Er dreht sich mit einer projizierten Rotationsgeschwindigkeit von (5,6 ± 0,3) km/s um seine Achse, sodass seine Rotationszeit bis zu etwa 350 Tage betragen könnte. Der Stern wird sich zu einem Weißen Zwerg mit ungefähr einer Sonnenmasse entwickeln.